# غلين سلاتر
غلين سلاتر (بالإنجليزية: Glenn Slater)‏ هو كاتب أغاني وملحن وشاعر أمريكي، ولد في 1968 في بروكلين في الولايات المتحدة.

## وصلات خارجية
- غلين سلاتر على موقع IMDb (الإنجليزية)
- غلين سلاتر على موقع ميوزك برينز (الإنجليزية)
- غلين سلاتر على موقع ميوزك برينز (الإنجليزية)
- غلين سلاتر على موقع قاعدة بيانات برودواي على الإنترنت (الإنجليزية)
- غلين سلاتر على موقع ديسكوغز (الإنجليزية)
- غلين سلاتر على موقع قاعدة بيانات الفيلم (الإنجليزية)